# Lipníky
Lipníky (in ungherese Lipnikpuszta) è un comune della Slovacchia facente parte del distretto di Prešov, nella regione omonima.
Ha dato i natali al pittore Július Nemčík (1909-1986).